# Rettenbach (Amper)
Der Rettenbach ist ein ca. 7,75 km langer Bach im Gemeindegebiet von Fahrenzhausen und Vierkirchen. Er gehört zum Flusssystem der Isar.
Der Bach entsteht nördlich von Vierkirchen, fließt in östlicher Richtung nach Fahrenzhausen,
bevor er von links in die Amper mündet. Dabei war in er in Fahrenzhausen auch an der Entstehung von Hochwassern beteiligt.